# Pajęczynowiec tępozarodnikowy
Pajęczynowiec tępozarodnikowy (Botryobasidium obtusisporum J. Erikss.) – gatunek grzybów z typu podstawczaków (Basidiomycota).

## Systematyka i nazewnictwo
Pozycja w klasyfikacji według Index Fungorum: Botryobasidium, Botryobasidiaceae, Cantharellales, Incertae sedis, Agaricomycetes, Agaricomycotina, Basidiomycota, Fungi.
Po raz pierwszy opisał go w 1958 r. John Eriksson na zbutwiałym drewnie sosny.
Nazwę polską zaproponował Władysław Wojewoda w 2003 r.

## Morfologia
Owocnik jednoroczny, rozpostarty, błonkowy, bardzo cienki, poniżej 1 mm, w stanie świeżym bez zapachu i bez smaku. Hymenofor gładki, blado płowożółty do blado ochrowego po wysuszeniu. Obrzeże nieokreślone. System strzępkowy monomityczny; strzępki generatywne bez sprzążek, IKI–, CB+. Strzępki w subikulum szkliste, grube, gładkie, słabo rozgałęzione, luźno splątane, o średnicy 7–11 μm. Strzępki w subhymenium szkliste, cienkościenne, często rozgałęzione, luźno splecione, o średnicy 4–6 μm. Cystyd i cystydioli brak. Podstawki zaokrąglone, dojrzałe beczkowate, cienkie, z podstawową prostą przegrodą i czterema do sześcioma sterygmami, 12–16 × 8–9 μm. Bazydiole kształtem zbliżone do podstawek, ale nieco mniejsze. Bazydiospory skośnie jajowate, z tępymi końcami, szkliste, cienkościenne, gładkie, IKI–, CB+ (7–)7,1–10 × 4–5,2 μm, L = 8,15 μm, W = 4,73 μm, Q = 1,72 (n = 30/1).
Botryobasidium obtusisporum jest blisko spokrewniony z Botryobaidium botryosum, jednak ten ostatni gatunek ma hymenofor oliwkowy i podstawki łódeczkowate.

## Występowanie i siedlisko
Znane jest występowanie pajęczynowca tępozarodnikowego na nielicznych stanowiskach w Ameryce Północnej (USA, Kanada), w południowej części Ameryki Południowej i na wielu stanowiskach w Europie, najliczniej na Półwyspie Skandynawskim. W Polsce znany na nielicznych stanowiskach.
Grzyb saprotroficzny.